# HFC EDO in het seizoen 1955/56
Het seizoen 1955/1956 was het tweede jaar in het bestaan van de Haarlemse betaaldvoetbalclub EDO. De club kwam uit in de Hoofdklasse B en eindigde daarin op de 16e plaats, dit betekende dat de club in het nieuwe seizoen uitkwam in de Eerste divisie.

## Wedstrijdstatistieken

### Hoofdklasse B
|       | Alkmaar '54 | BVV   | D.F.C. | Elinkwijk | Emma  | Feijenoord | De Graafschap | GVAV  | MVV   | PSV   | Rapid JC | SHS   | Sittardia | Sportclub Enschede | SVV   | De Volewijckers | Willem II |
| ----- | ----------- | ----- | ------ | --------- | ----- | ---------- | ------------- | ----- | ----- | ----- | -------- | ----- | --------- | ------------------ | ----- | --------------- | --------- |
| Thuis | 2 – 1       | 0 – 4 | 2 – 3  | 0 – 0     | 1 – 0 | 0 – 3      | 1 – 2         | 1 – 2 | 1 – 2 | 1 – 0 | 1 – 3    | 1 – 1 | 1 – 0     | 1 – 3              | 4 – 1 | 1 – 2           | 0 – 1     |
| Uit   | 1 – 2       | 2 – 1 | 3 – 1  | 3 – 1     | 0 – 1 | 2 – 1      | 1 – 1         | 3 – 1 | 1 – 3 | 2 – 1 | 5 – 0    | 4 – 1 | 5 – 0     | 3 – 1              | 2 – 0 | 1 – 3           | 1 – 1     |

## Statistieken EDO 1955/1956

### Eindstand EDO in de Nederlandse Hoofdklasse B 1955 / 1956
| Stand | Gespeeld | Gewonnen | Gelijk | Verloren | Punten | Doelpunten voor | Doelpunten tegen |
| ----- | -------- | -------- | ------ | -------- | ------ | --------------- | ---------------- |
| 16e   | 34       | 9        | 4      | 21       | 22     | 37              | 66               |

### Topscorers
| Competitie \| # \| Naam \| \| \| ------ \| ------------------- \| -- \| \| 1. \| Henk van Roodselaar \| 9 \| \| 2. \| Leen Plaizier \| 8 \| \| 3. \| Doby Peters \| 6 \| \| 4. \| Piet Prins \| 5 \| \| 5. \| Leo Kops \| 2 \| \| 5. \| Hans Spiers \| 2 \| \| 5. \| Manus Snijders \| 2 \| \| 8. \| Jan Koning \| 1 \| \| 8. \| Henk Leonhardt \| 1 \| \| 8. \| Ferry Pettersson \| 1 \| \| Totaal \| Totaal \| 37 \| |                     |      |
| # | Naam                | Goal |
| 1. | Henk van Roodselaar | 9    |
| 2. | Leen Plaizier       | 8    |
| 3. | Doby Peters         | 6    |
| 4. | Piet Prins          | 5    |
| 5. | Leo Kops            | 2    |
| 5. | Hans Spiers         | 2    |
| 5. | Manus Snijders      | 2    |
| 8. | Jan Koning          | 1    |
| 8. | Henk Leonhardt      | 1    |
| 8. | Ferry Pettersson    | 1    |
| Totaal | Totaal              | 37   |